# Райс (окръг, Канзас)
Окръг Райс (на английски: Rice County) е окръг в щата Канзас, Съединени американски щати. Площта му е 1886 km², а населението - 10 452 души. Административен център е град Лайънс.